# Тойвонен, Паули
Паули Тойвонен (фин. Pauli Toivonen; род. 22 августа 1929, Йювяскюля, Финляндия — ум. 14 февраля, 2005) — финский автогонщик. Чемпион Финляндии по ралли 1962 года, чемпион Европы по ралли 1968 года.

## Карьера

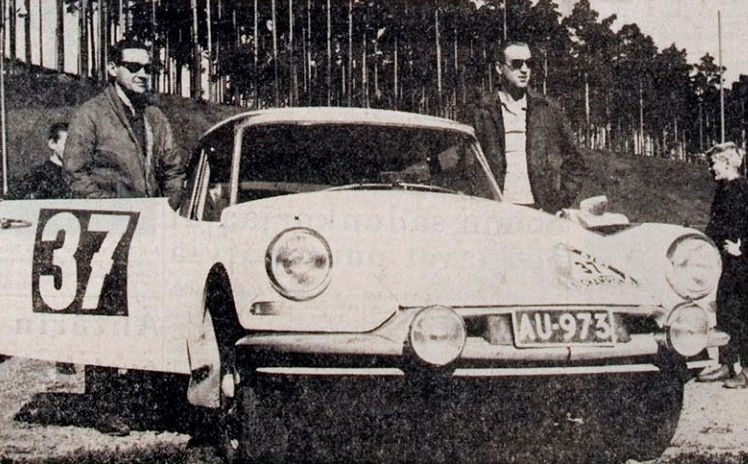
Паули и Якко Каллио рядом с Citroën DS19 после победы в Ралли "Тысяча Озёр" 1962 года

Выступал на автомобилях Citroën, Lancia, Simca, Sunbeam, Chrysler, Porsche. Добился множества успехов в мировом ралли до организации чемпионата мира, в самом же WRC провёл несколько незапоминающихся гонок. У Паули были два сына: старший Хенри и младший Харри, оба также стали автогонщиками.
Тойвонен победитель спорного Ралли Монте-Карло 1966 года, которое сопровождалось большим скандалом. Дирекция гонки дисквалифицировала первых четыре финишёра в абсолютном зачёте. Это были экипажи трёх лидеров на Morris Mini Cooper S: Тимо Мякинена, Рауно Аалтонена и Пэдди Хопкирка, а также экипаж Роджера Кларка на Ford Cortina Lotus, занявшего четвёртое место. Причиной дисквалификации стало использование ими в фарах своих машин кварцевых йодных ламп накаливания, вместо стандартных для этих моделей, что не допускалось техническим регламентом гонки. При этом на первое место с изначального пятого, переместился Паули Тойвонен, чей  Citroën DS 21 оснащался точно такими же кварцевым йодными лампами накаливания, но они входили в серийную дополнительную комплектацию его машины, поэтому их применение считалось законным. Тойвонен был недоволен тем, как обошлись с его друзьями, не вышел на церемонию награждения и ушёл из команды Citroën. В результате Паули никогда не упоминал о своей победе в этом ралли, так как он чувствовал, что не заслужил победу. Только в 1986 году, когда его сын Хенри одержал убедительную победу в Ралли Монте-Карло, Паули сказал: «Теперь фамилия Тойвонен была очищена от грязи и по праву занесена в историю Ралли Монте-Карло».
Паули стал чемпионом Европы по ралли в 1968 году, также он стартовал не только в ралли, участвовал например в гонках «24 часа Ле-Мана».
Сын Паули Хенри Тойвонен и его штурман Серджио Кресто погибли, когда их Lancia Delta S4 вылетела с трассы и загорелась во время Ралли Корсики 1986 года. Хенри было всего 29 лет. Эта трагедия стала кульминацией целой серии происшествий с автомобилями Группы B, после чего Международная автомобильная федерация приняла решение запретить машины этой категории после окончания сезона 1986.

## Крупные международные победы

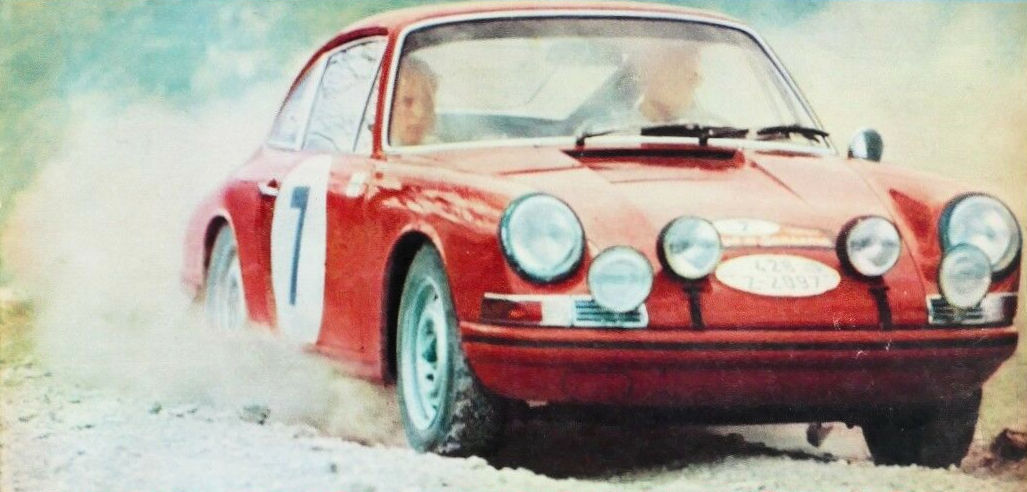
Паули на Porsche 911 выиграл Ралли Сан-Ремо 1968 года

| Год  | Ралли               | Автомобиль   |
| ---- | ------------------- | ------------ |
| 1962 | Ралли "Тысяча Озёр" | Citroën DS19 |
| 1966 | Ралли Монте-Карло   | Citroën DS21 |
| 1968 | Ралли ФРГ           | Porsche 911  |
| 1968 | Ралли ГДР           | Porsche 911  |
| 1968 | Ралли Сан-Ремо      | Porsche 911  |
| 1968 | Ралли Кастрол-Дунай | Porsche 911  |
| 1968 | Ралли Женева        | Porsche 911  |
| 1969 | Ралли Акрополис     | Porsche 911  |